# Larry Johnson (košarkaš, 1954.)
Larry Johnson (Morganfield, Kentucky, SAD, 28. studenoga 1954. – ?, 1. svibnja 2025.) bio je američki košarkaš.
Studirao je na Kentuckyjskom sveučilištu za čiju je momčad igrao. Buffalo Bravesi su ga 1977. izabrali na draftu u 2. krugu. Bio je 24. po redu izabrani igrač. Igrao je u NBA, AABA i NBL.

## Vanjske poveznice
- basketballreference.com  Arhivirana inačica izvorne stranice od 17. veljače 2012. (Wayback Machine) Statistike u NBA
- bigbluehistory.net  Arhivirana inačica izvorne stranice od 28. ožujka 2007. (Wayback Machine)